# بخش مرکزی شهرستان شازند
بخش مرکزی شهرستان شازند یکی از سه بخش شهرستان شازند در استان مرکزی ایران است.

## تقسیمات کشوری
- دهستانهای بخش مرکزی شهرستان شازند:
  - دهستان شاه زند
  - دهستان کزاز

نقطه شهری: شازند و آستانه (مرکزی)

## جمعیت
بنابر سرشماری مرکز آمار ایران، جمعیت بخش مرکزی شهرستان شازند در سال ۱۳۸۵ برابر با ۶۲۳۷۰ نفر بوده است.